# Moltzau Line
Moltzau Line var et rederi, der under skiftende navne drev bil- og passager-færgefart på ruten mellem Gedser og Travemünde (Tyskland) 1962-90 og efter Tysklands genforening mellem Gedser og Rostock 1990-96. I 1996 solgtes rederiet til DSB, og fra 1997 hører Gedser-Rostock-overfarten under Scandlines.

## Rutenavne
- Moltzau Line (1963-1975)
- Gedser-Travemünde Ruten (1975-1986)
- GT-Linien (1986-1987)
- GT-Link (1987-1991)
- Europa Linien (1991-1997)

## Historie
23. oktober 1962 oprettede den norske skibsreder Ragnar Moltzau (no) rederiet Moltzau Line A/S (Danmark) med hovedkontor i Gedser. Han ejede det norske A/S Moltzaus Tankrederi (Moltzau & Christensen) i Oslo og havde siden 1956 også drevet passager-ruten Sundbusserne mellem Helsingør og Helsingborg (Sverige). 31. maj 1963 indledtes trafikken på den nye Gedser-Travemünde overfart. Moltzaugade i Gedser er opkaldt efter ruten.
I marts 1973 trak Ragnar Moltzau sig tilbage og solgte 49% af aktierne til Rederi Ab Nordö i Sverige, men allerede to år senere, i marts 1975 solgtes aktierne videre til Jan Lockert m.fl. i Oslo. Samtidig ændredes selskabets navn til Gedser-Travemünde Ruten A/S. Fra januar 1986 markedsførtes ruten som GT-Linien. Et år senere, 18. januar 1987 kom overfarten i alvorlige økonomiske vanskeligheder og gik konkurs. Boet fortsatte dog trafikken, mens det forsøgte at finde nye ejere.
6. marts 1987 købte det svenske AB Sea Link rederiet af konkursboet og ændrede navnet til GT-Link A/S. 1. april 1990 indledtes overfart mellem Gedser og Rostock og 23. december samme år blev ruten til Travemünde nedlagt, bl.a. grundet den tyske genforening. Fra 1991 markedsførtes overfarten som Europa Linien.
1. juni 1996 blev DSB Rederi A/S alene om al færgefart mellem Østdanmark og Tyskland, da det overtog Europa Linien. Fra 1997 blev Gedser-Rostock overfarten drevet af Scandlines.

## Både der har sejlet på Gedser-Travemünde- og Gedser-Rostock-overfarterne
- M/S Gedser (1963-1968)
- M/S Travemünde (1964-1970)
- M/S Falster (1968)
- M/S Gedser (1968-1976)
- M/S Vikingfjord (1970, chartret)
- M/S Travemünde (1971-1981)
- M/S Polar Express (1971, chartret)
- M/S Falster (1975)
- M/S Scandinavia (1975)
- M/S Stena Normandica (1976, chartret)
- M/S Gedser (1976-1986)
- M/S Viking Victory (1977, chartret)
- M/S Nils Dacke (1978, chartret)
- M/S Njegos (1981, chartret)
- M/S Travemünde (1981-1987)
- M/S Gedser (1986)
- M/S Bolette (1986, chartret)
- M/S Fuldatal (1986, chartret)
- M/S Gedser Link (1986-1989)
- M/S Travemünde Link (1987-1988)
- M/S Falster Link (1988-1997)
- M/S Travemünde Link (1988-1992)
- M/S Norröna. (1988 chartret)
- M/S Europa Link (1990-1993)
- M/S Roslagen (1990, chartret)
- M/S Eckerö (1990, chartret)
- M/S Rostock Link (1992-1996)
- M/S Baltavia (1993-1994, chartret)